# Boris Andrejewitsch Uspenski

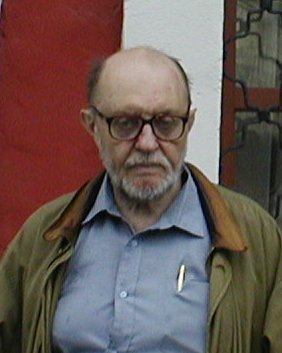
Boris Andrejewitsch Uspenski

Boris Andrejewitsch Uspenski (russisch Борис Андреевич Успенский, wiss. Transliteration Boris Andreevič Uspenskij; * 1. März 1937 in Moskau) ist, zusammen mit Juri Lotman, der bedeutendste Vertreter der russischen Semiotik („Kultursemiotik der Moskau-Tartu Schule“ (russisch московско-тартуская семиотическая школа)).

## Leben und Wirken
Sein Vater war der Dramatiker Andrei Wassiljewitsch Uspenski (1902–1978). Nach seinem Abschluss an der Moskauer Universität in romanisch-germanischer Philologie im Jahre 1960 und einem Aufbaustudium an der Moskauer Staatsuniversität, von  1960 bis 1963 ging er zum weiteren Studium an die Universität Kopenhagen zu Louis Hjelmslev. Uspenski selbst lehrte an der Lomonossow-Universität Moskau, hatte Gastprofessuren in Österreich und den USA inne und ist emeritierter Professor in Neapel. Uspenski war seit 1993 Hochschullehrer an der Universität Neapel L’Orientale.
Uspenski ist Autor von mehr als 400 Schriften zur theoretischen Linguistik, zur Geschichte der kirchenslawischen und russischen Sprache, zur Kulturwissenschaft und zur Kunst- und Geschichtssemiotik.
Seit 1987 ist er auswärtiges Mitglied der Österreichischen und seit 1999 der Norwegischen Akademie der Wissenschaften. 1990 wurde er zum ordentlichen Mitglied der Academia Europaea gewählt. Er ist mehrfacher Ehrendoktor.
Der Mathematiker Wladimir Uspenski war Boris Uspenskis älterer Bruder.

## Publikationen (Auswahl)
- Poetik der Komposition. Struktur des künstlerischen Textes und Typologie der Kompositionsform. Suhrkamp, Frankfurt am Main 1975, ISBN 3-518-00673-8
- Istorija russkogo literaturnogo jazyka (XI-XVII vv.). [= Geschichte der russischen Literatursprache. 11.-17. Jh.] München 1987. (Sagners Slavistische Sammlung. 12).
- Kratkij očerk istorii russkogo literaturnogo jazyka (XI-XIX vv.). [= Kurzer Abriss der Geschichte der russischen Literatursprache. 11.-19. Jh.], Moskau 1994.
- Semiotika iskusstva. [= Semiotik der Kunst], Moskau 1995.
- Izbrannye trudy [= Werkauswahl], 3 Bd. Moskau 1996–1997.
- Car' i patriarch. Charizma vlasti v Rossii. Vizantijskaja model' i ee russkoe pereosmyslenie. [= Zar und Patriarch. Charisma der Macht in Russland. Das byzantinische Modell und dessen russische Umdeutung], Moskau 1998.
- Ėtjudy o russkoj istorii. [= Essays zur russischen Geschichte], Moskau 2002.